# Sócrates
Sócrates Brasileiro Sampaio de Souza Vieira de Oliveira (splošno znan kot Sócrates), brazilski nogometaš in trener, * 19. februar 1954, Belém do Pará, Brazilija, † 4. december 2011, São Paulo, Brazilija.

## Športna kariera
Sócrates je člansko kariero začel leta 1974 v manjšem klubu Botafogo-SP, za katerega je v štirih sezonah odigral 47 tekem in dosegel 24 golov. Leta 1978 je prestopil v klub Corinthians, za katerega je v šestih sezonah dosegel 172 golov na 297-ih prvenstvenih tekmah. V času igranja za Corinthians je bil tudi soustanovitelj gibanja Democracia Corintiana za demokratizacijo države in proti vojaški vladi. V znan protesta je s soigralci igral v dresu z napisom Democracia. Za sezono 1984/85 je prestopil v Fiorentino, nato pa le za nekaj tekem igral še za klube Flamengo, Santos in nazadnje Garforth Town.
Za brazilsko reprezentanco je skupno odigral 60 tekem, na katerih je dosegel 22 golov. Nastopil je na svetovnih prvenstvih v letih 1982, ko je bil kapetan reprezentance, in 1986, obakrat pa je z reprezentanco osvojil peto mesto. Na turnirjih Copa América je nastopil v letih 1979 in 1983, ko je z reprezentanco osvojil tretje in drugo mesto.
Sócrates je bil tehnični organizator igre z dobrim pregledom nad igro in sposobnostjo podajanja. Ob tem je znan tudi streljati z obema nogama ter bil izrazit strelec. Njegova sposobnost branja igre je bila visoko cenjena, njegov zaščitni znan pa je bila podaja s peto na slepo. Velja za enega najboljših nogometnih vezistov vseh časov. Leta 1983 je bil izbran za južnoameriškega nogometaša leta, leta 2004 pa med 100 najboljših nogometašev FIFA 100 po izboru Peléja.